# Monte Kosciuszko
O Monte Kosciuszko, localizado nas Montanhas Nevadas, no Parque Nacional Kosciuszko, é o ponto mais alto da Austrália enquanto ilha. Note-se que a Austrália administra territórios com pontos de maior altitude, como a ilha Heard (pico Mawson, 2745 m, ou o Território Antárctico Australiano (monte McClintock, 3490 m). O seu nome foi dado em 1840 pelo explorador da Polónia, conde Paul Strzelecki, em homenagem ao herói nacional general Tadeusz Kościuszko.

## O monte
Antes o nome era escrito errado: mount Kosciusko, um aglicanismo; mas a versão mount Kosciuszko foi oficialmente adotada em 1997 pelo Instituto de Nomes Geográficos de Nova Gales do Sul. A forma escolhida pelo Instituto foi a original, Kościuszko, incluindo o acento sobre o "s", mas esta forma é geralmente ignorada na Austrália (já que o carácter não é usual na língua do país).
Deve-se notar também que a pronúncia australiana para Kosciuszko, kozzy-osko ou [ˈkɔziˌɔskoʊ] (IPA), é bem diferente da pronúncia polonesa, kosh-CHOOSH-ko ou [ˈkoɕˈtɕuʃko].
Várias medidas de altitude foram feitas, o que mostrou que o pico era um pouco menor que o vizinho, monte Townsend, então os nomes foram trocados pelo Departamento de Terras de Nova Gales do Sul, para que o monte Kosciusko continuasse sendo o maior pico da Austrália, e o monte Townsend permanecesse em segundo. A foto tirada por Eugene von Guerard que está na Galeria Nacional da Austrália intitulada "Northeast view from the northern top of Mount Kosciusko" ("Vista nordeste do topo norte do monte Kosciuszko" é, na verdade, do monte Townsend.).

### Escalada
Como outros picos australianos, o monte não é difícil de ser escalado. Há uma estrada para o Passo de Charlotte, de onde uma trilha de sete quilômetros liga ao topo. Qualquer um com nível médio de forma física é hábil para subir. Até 1960, a estrada era aberta para veículos e se podia dirigir perto do topo.
O pico pode ser alcançado de Thredbo por uma maior, mas não tão difícil caminhada com auxílio de um teleférico. No topo do teleférico há uma trilha no meio da vegetação do Parque Nacional. É neste parque também onde está localizado a mais próxima pista de esqui de Sydney, contendo os Resorts de Esqui Thredbo e Perisher. O monte Kosciuszko pode ter sido escalado a primeira vez por aborígenes australianos bem antes dos primeiros europeus.
Picos mais altos existem em territórios australianos d'além-mar como:
- na ilha Heard com o pico Mawson de 2745 metros, e
- no Território Antártico da Austrália com o monte McClintock de 3490 m e o monte Menzies de 3355 m.

## Sete cumes
O norte-americano Dick Bass teria sido, em 30 de abril de 1985, o primeiro a escalar todos os picos mais altos de cada continente. A lista dele, no entanto, inclui o monte Kosciuszko, ponto culminante da Austrália, como se esse país fosse um continente, descartando qualquer outra montanha da Oceania.
Essa visão dos sete cumes é bastante discutida e haveria praticamente o mesmo número de alpinistas a atingirem os sete cumes incluindo o Kosciuszko quanto a cumprirem esta marca escalando, ao invés da montanha australiana, a Pirâmide Carstensz, que é o ponto culminante de toda a Oceania.
Tem se tornado comum também a escalada de ambas as montanhas, mais as outras seis que indubitavelmente fazem parte da lista. O primeiro a obter este feito foi o canadense Pat Morrow, em 5 de agosto de 1986. No mesmo ano, em 3 de dezembro, o lendário alpinista italiano Reinhold Messner igualou a façanha de Morrow.
Niclevicz teria completado os sete cumes escalando o Carstensz, em 1997. Entre os sul-americanos também o chileno Mauricio Purto teria alcançado a meta, em 1993, também escalando as seis montanhas mais o Carstensz, e não o monte Kosciuzko.

## Galeria

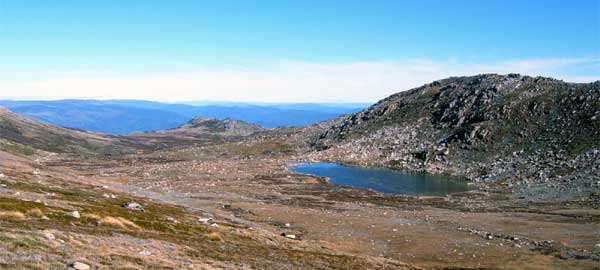
Monte Kosciuszko e o lago Cootapatamb.
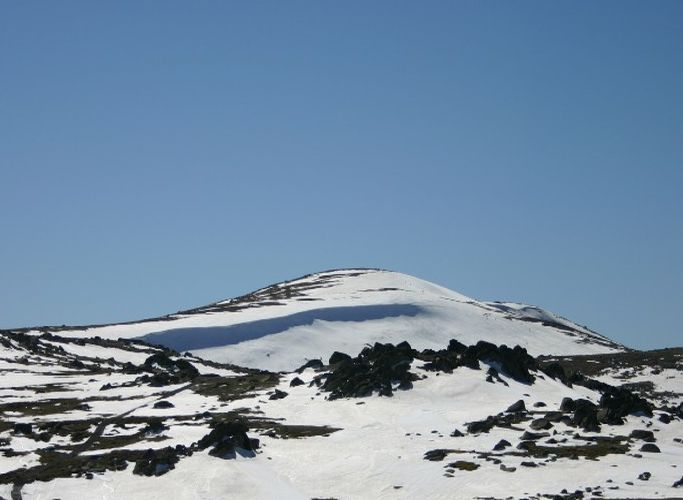
Monte Kosciuszko.